# Geszt
Geszt este un sat în districtul Sarkad, județul Békés, Ungaria, având o populație de 823 de locuitori (2011). 

## Demografie
Componența etnică a satului Geszt
     Maghiari (74,57%)
     Romi (23,8%)
     Necunoscut (0,86%)
     Alții (0,77%)
Componența confesională a satului Geszt
     Reformați (43,5%)
     Fără religie (40,95%)
     Necunoscută (14,58%)
     Alte religii (3,77%)
Conform recensământului din 2011, satul Geszt avea 823 de locuitori. Din punct de vedere etnic, majoritatea locuitorilor (74,57%) erau maghiari, cu o minoritate de romi (23,8%). Apartenența etnică nu este cunoscută în cazul a 0,86% din locuitori. Nu există o religie majoritară, locuitorii fiind reformați (43,5%) și persoane fără religie (40,95%). Pentru 14,58% din locuitori nu este cunoscută apartenența confesională.